# Raïon d'Oust-Bolcheretsk
Le raïon d'Oust-Bolcheretsk (en russe : Усть-Большерецкий райо́н, Oust-Bolcheretski raïon) est l'une des onze subdivisions administratives du kraï du Kamtchatka, à l'est de la Russie. Son centre administratif est le village de Oust-Bolcheretsk.

## Géographie
Le raïon d'Oust-Bolcheretsk est située au sud-ouest de la péninsule du Kamtchatka. Il couvre une superficie de 20 626 km2.

## Politique et administration

### Statut
Le raïon est un des onze raïons du kraï du Kamtchatka, dans le district fédéral extrême-oriental. Il est un raïon municipal, et comporte ainsi plusieurs municipalités à l'intérieur de lui.

### Tendances politiques
Le raïon fait partie de la circonscription du Kamtchatka (no 45) pour les élections législatives russes.

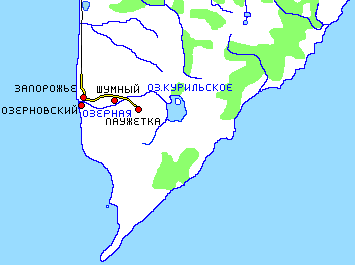
Carte du sud du raïon d'Oust-Bolcheretesk.

| Scrutin                | 1er tour | 1er tour | 1er tour | 1er tour | 1er tour | 1er tour | 1er tour | 1er tour | 1er tour | 1er tour | 1er tour | 1er tour | 2d tour                  | 2d tour                  | 2d tour                  | 2d tour                  | 2d tour                  | 2d tour                  | 2d tour                  | 2d tour                  |
| Scrutin                | 1er      | 1er      | %        | 2e       | 2e       | %        | 3e       | 3e       | %        | 4e       | 4e       | %        | 1er                      | %                        | 2e                       | %                        | 3e                       | %                        | 4e                       | %                        |
| ---------------------- | -------- | -------- | -------- | -------- | -------- | -------- | -------- | -------- | -------- | -------- | -------- | -------- | ------------------------ | ------------------------ | ------------------------ | ------------------------ | ------------------------ | ------------------------ | ------------------------ | ------------------------ |
| Présidentielle 2012    |          | ER       | 62,92    |          | KPRF     | 15,67    |          | LDPR     | 10,02    |          | SE       | 6,65     | Victoire au premier tour | Victoire au premier tour | Victoire au premier tour | Victoire au premier tour | Victoire au premier tour | Victoire au premier tour | Victoire au premier tour | Victoire au premier tour |
| Législatives 2016      |          | ER       | 47,81    |          | LDPR     | 24,14    |          | KPRF     | 10,55    |          | SRZP     | 4,84     | Tour unique              | Tour unique              | Tour unique              | Tour unique              | Tour unique              | Tour unique              | Tour unique              | Tour unique              |
| Présidentielle 2018    |          | ER       | 72,08    |          | KPRF     | 13,18    |          | LDPR     | 10,95    |          | GRANI    | 0,68     | Victoire au premier tour | Victoire au premier tour | Victoire au premier tour | Victoire au premier tour | Victoire au premier tour | Victoire au premier tour | Victoire au premier tour | Victoire au premier tour |
| Gouvernorale 2020 (ru) |          | SE       | 76,56    |          | SRZP     | 8,60     |          | LDPR     | 6,54     |          | PR       | 4,02     | Victoire au premier tour | Victoire au premier tour | Victoire au premier tour | Victoire au premier tour | Victoire au premier tour | Victoire au premier tour | Victoire au premier tour | Victoire au premier tour |
| Législatives 2021      |          | ER       | 31,14    |          | KPRF     | 22,53    |          | LDPR     | 14,49    |          | NL       | 9,60     | Tour unique              | Tour unique              | Tour unique              | Tour unique              | Tour unique              | Tour unique              | Tour unique              | Tour unique              |

## Population
La population du raïon est en baisse constante depuis 25 ans, elle était de 8 331 (2010); 10 347 (2002) 14 188 (1989). La population d'Oust-Bolcheretsk représentait 25,4% de la population totale du raïon en 2010.
| Liste des localités | Liste des localités | Liste des localités | Liste des localités | Liste des localités | Liste des localités |
| N°                  | Localité            | Statut              | Fondation           | Population 2010     | Population 2021     |
| ------------------- | ------------------- | ------------------- | ------------------- | ------------------- | ------------------- |
| 1                   | Apatcha             | village             | 22 juillet 1982     | 1060                | 655                 |
| 2                   | Zaporojié           | village             | 25 mars 1907        | 663                 | 676                 |
| 3                   | Kavalerskoïe        | village             | 1er octobre 1928    | 798                 | 706                 |
| 4                   | Karymaï             | village             |                     | 65                  | 57                  |
| 5                   | Ozernovski          | village             | 11 juin 1948        | 1793                | 1612                |
| 6                   | Oktiabrski          | village             | 18 novembre 1933    | 1720                | 1250                |
| 7                   | Paoujetka           | village             | 10 mars 1960        | 88                  | 74                  |
| 8                   | Oust-Bolcheretsk    | village             | 13 juillet 1911     | 2116                | 1463                |
| 9                   | Choumni             | village             | 10 mars 1960        | 28                  | 25                  |